# Härbreparken

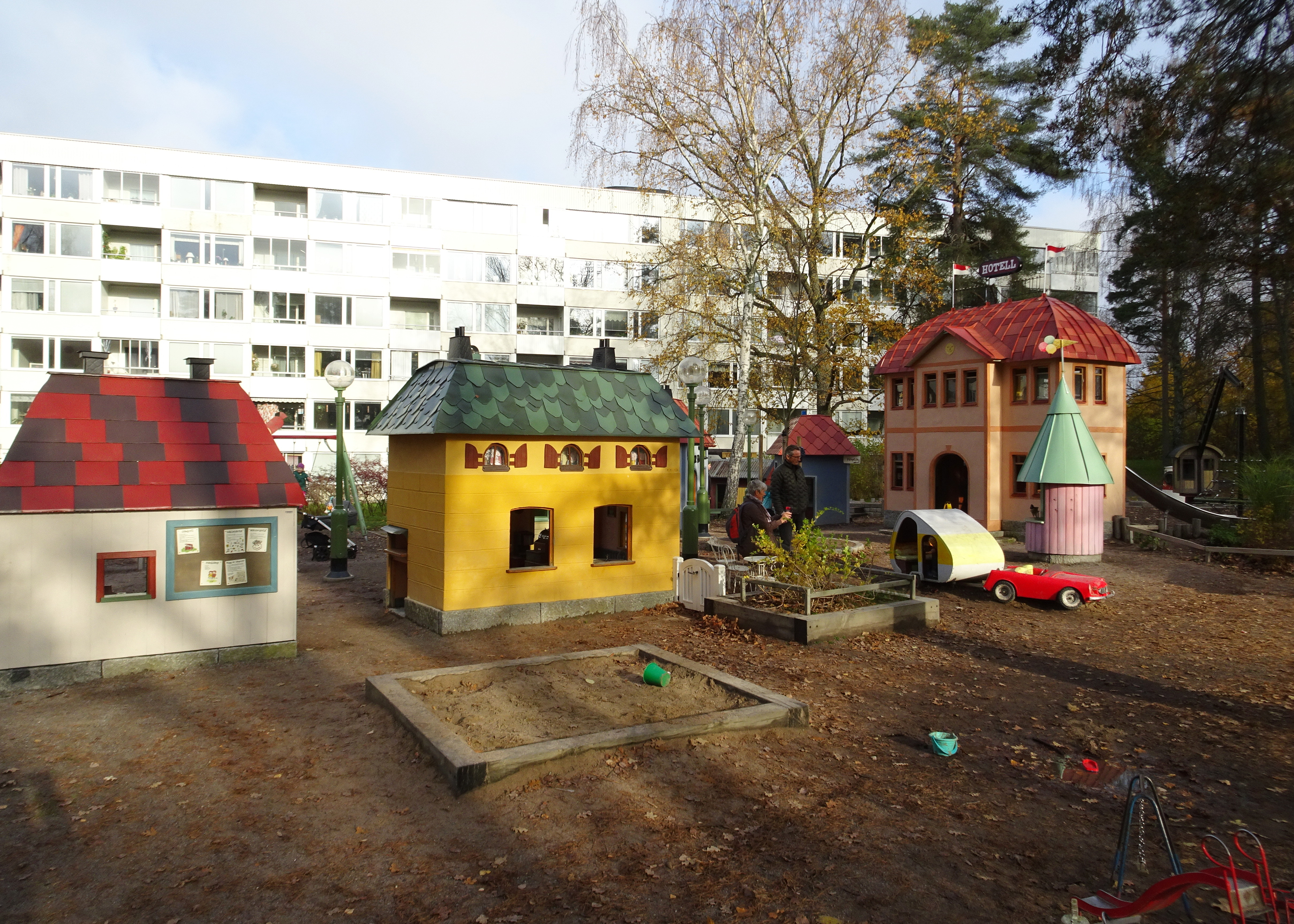
Härbreparken i oktober 2021.

Härbreparken är en temalekpark belägen vid Härbrevägen 2A i kommundelen Skogås i Huddinge kommun. Lekplatsen är inspirerad av den fiktiva staden Valleby där Lasse-Majas detektivbyrå löser allehanda mysterier. Parken vann Huddinges byggnadspris 2020.

## Beskrivning

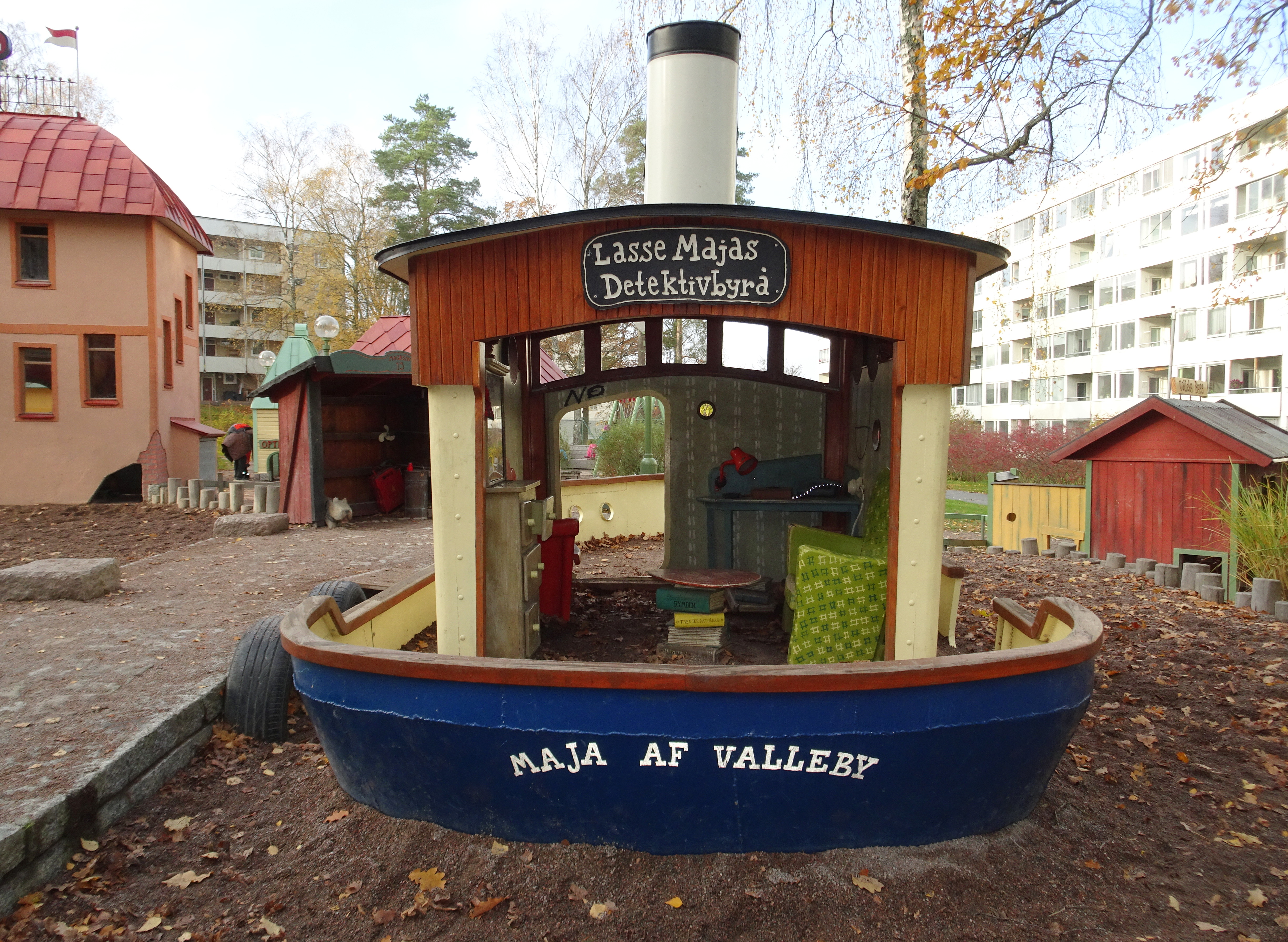
Lasse-Majas detektivbyrå.

På området fanns redan en ganska anonym lekplats som härrörde från bebyggelsens miljonprogram uppfört i slutet av 1960-talet och början av 1970-talet. Här beslöt kommunen att låta anlägga en temalekpark med Lasse-Majas detektivbyrå och staden Valleby som inspirationskälla. Tillsammans med Lekplatsbolaget, som tidigare utformat Långsjöparken i Huddinge och Bryggartäppan i Stockholm, skapade kommunen och Tema Markmiljö en miniatyrstad med flera byggnader från Lasse-Maja böckerna.
Det finns bland annat en korvkiosk, guldaffär och café, optiker, zooaffär, polisstation, hotell, byggbod, lastkran, en fyr, bil med husvagn och ett ångfartyg. Det är i ångfartyget som Lasse-Majas detektivbyrå huserar. Plåttak, träpaneler, klinkergolv och återvunna material (gamla kaffeburkar, glasögon och liknade) har använts i utformningen. Allt, även inredningarna, är återgivna med stort omsorg och in i minsta detalj, dock i miniatyr. Utöver miniatyrhusen finns fler möjligheter till både lek och sport. I parken finns klätternät, gungor, sandlåda och en fotbollsplan. Anläggningen är tillgänglighetsanpassad.

## Huddinges byggnadspris
År 2020 belönades Härbreparken med Huddinges byggnadspris som valdes genom en publik omröstning bland fyra kandidater. Det kom in 1 210 röster under röstningsperioden varav nära hälften gick till parken. Priset består av en plakett samt ett diplom som är formgiven av konstnären Håkan Bull.

### Juryns motivering
| ” | En tidigare bortglömd gårdsmiljö har genom projektet utvecklats till en målpunkt, inte bara inom kommunen utan även för stora delar av södra Stockholm. Parken är unik i sitt slag och visar på en stor innovation och snickarglädje. Lekplatsen är uppbyggd med byggnader i trä och karakteristiska detaljer blandat med robusta lekredskap. Detaljrikedomen och fantasin är platsens signum och gör den till en lekplats utöver det vanliga. Miljöerna i LasseMaja böckerna levandegörs och får besökarna att förflyttas till en annan plats. Parken är ett exempel på hur en plats kan lyftas genom stor omsorg, gestaltning och god arkitektur. | „ |

## Bilder

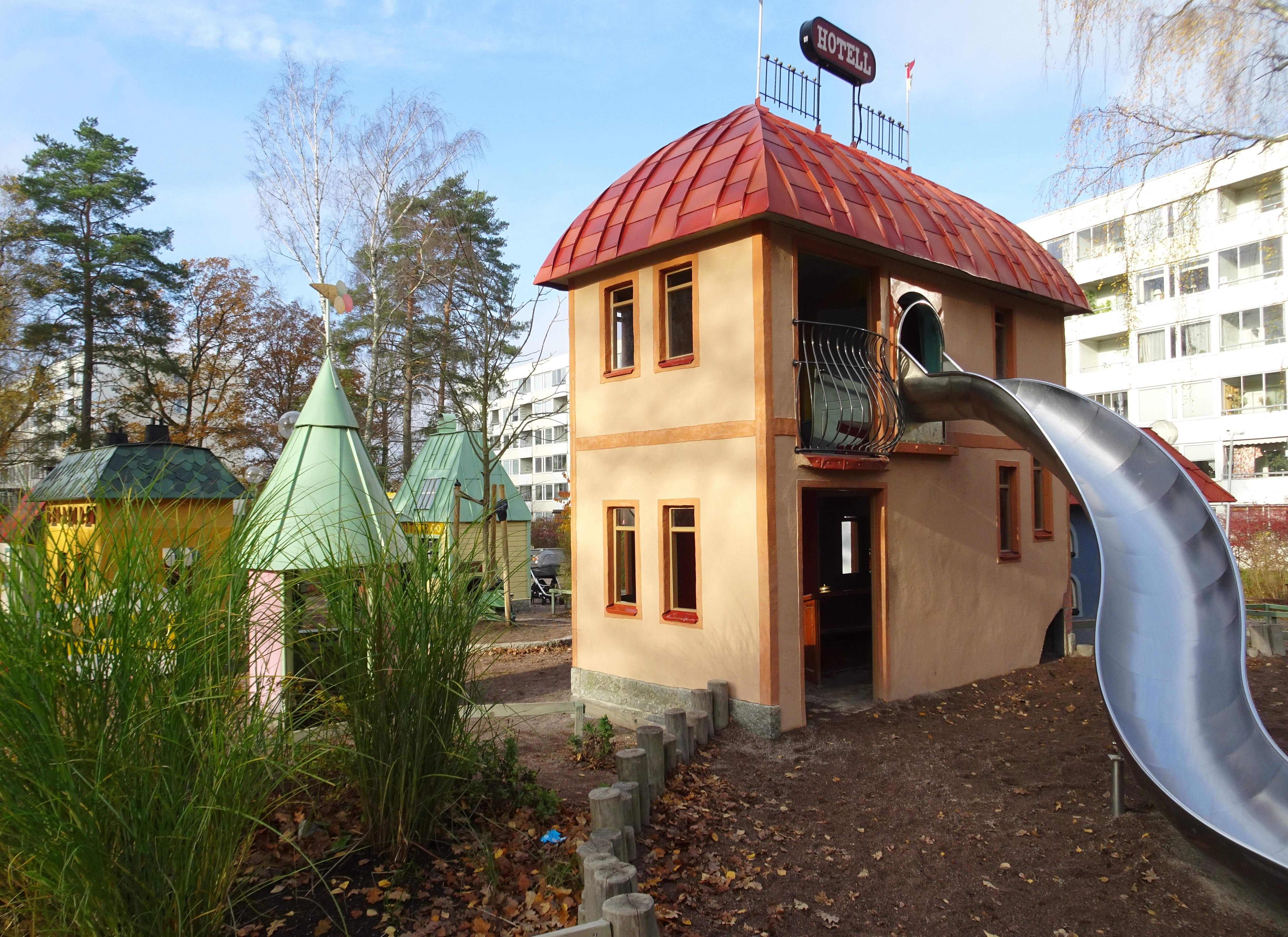
Hotellet.
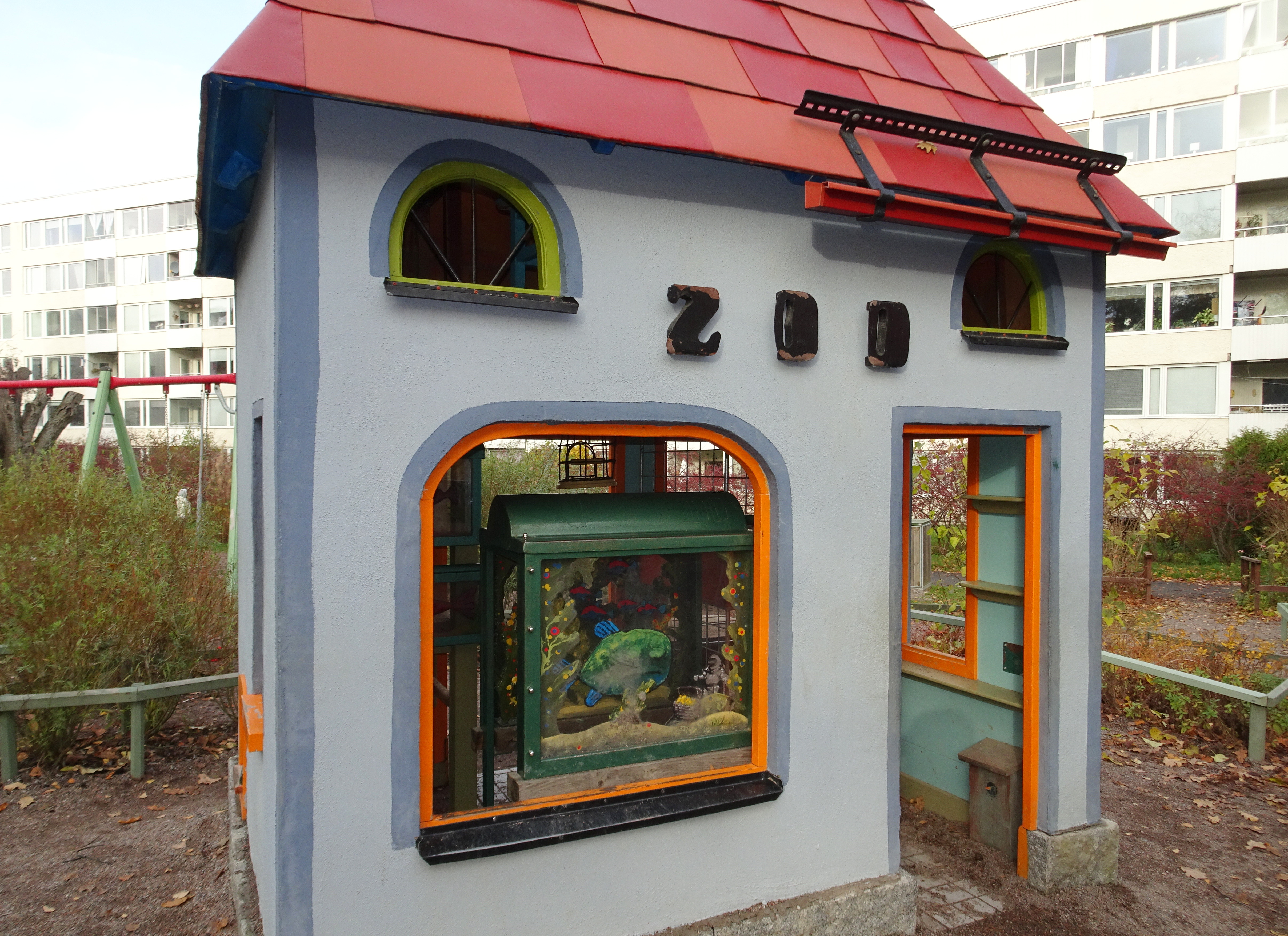
Zooaffär.
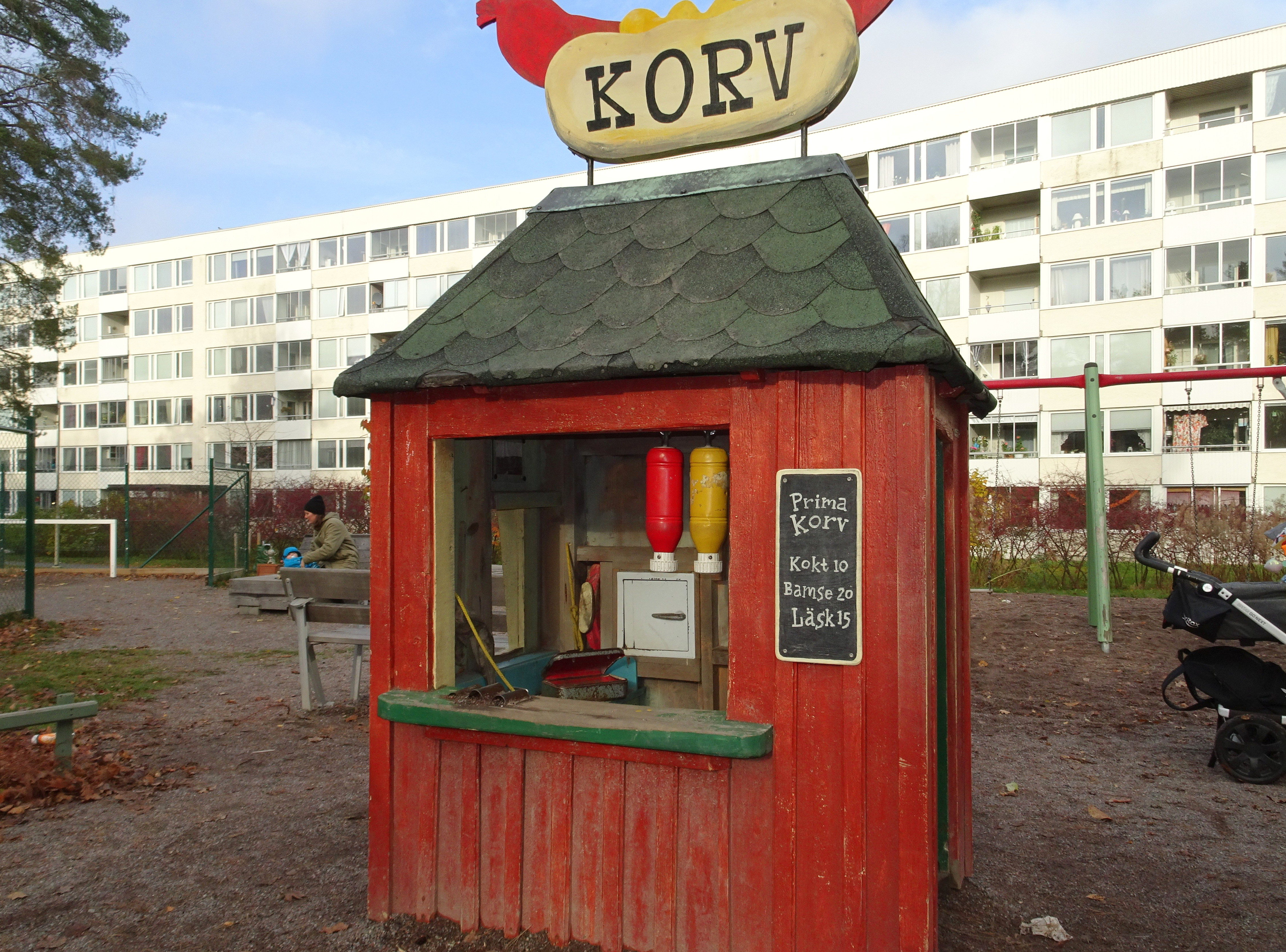
Korvkiosk.
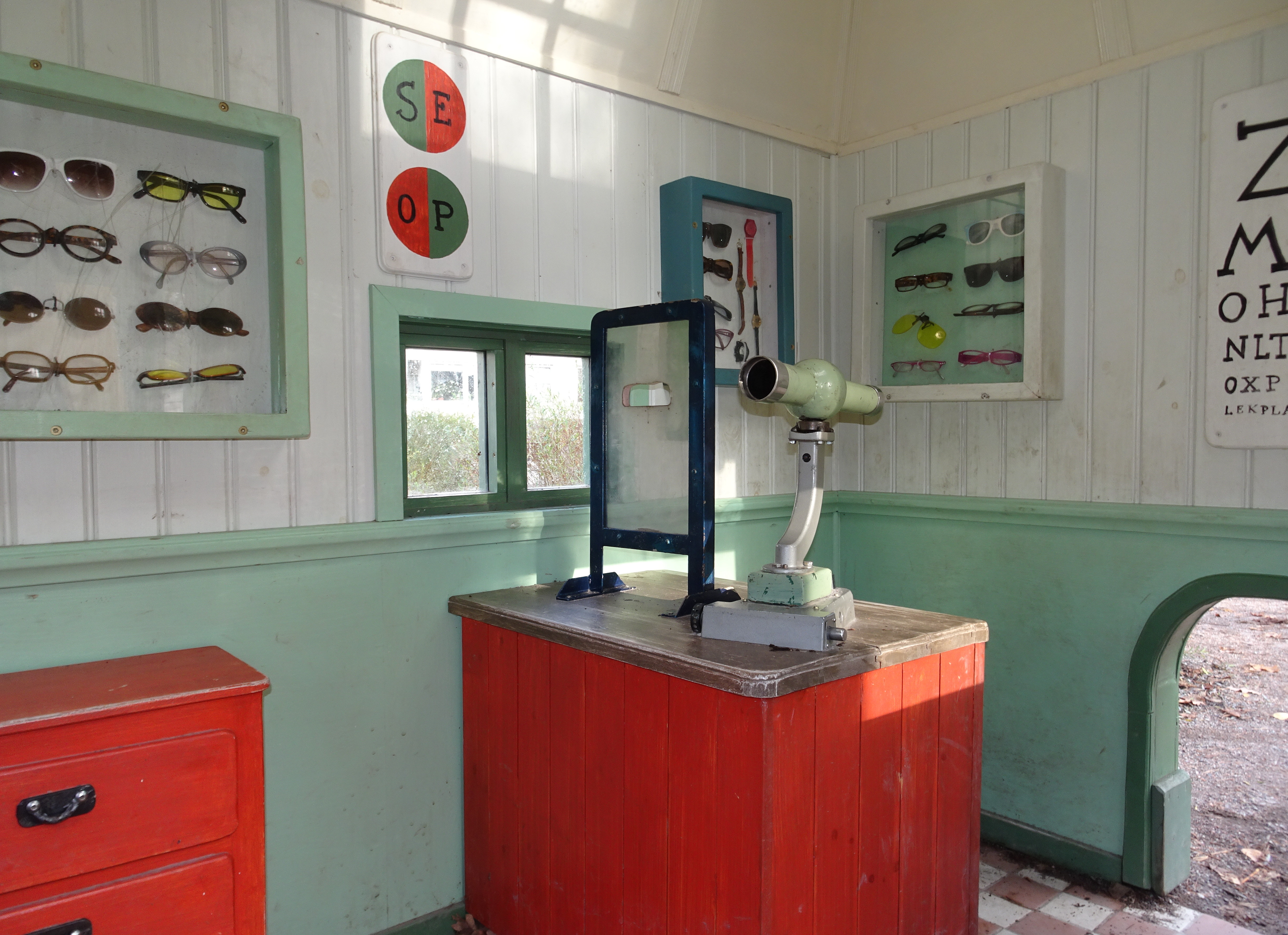
Optikerns butik.
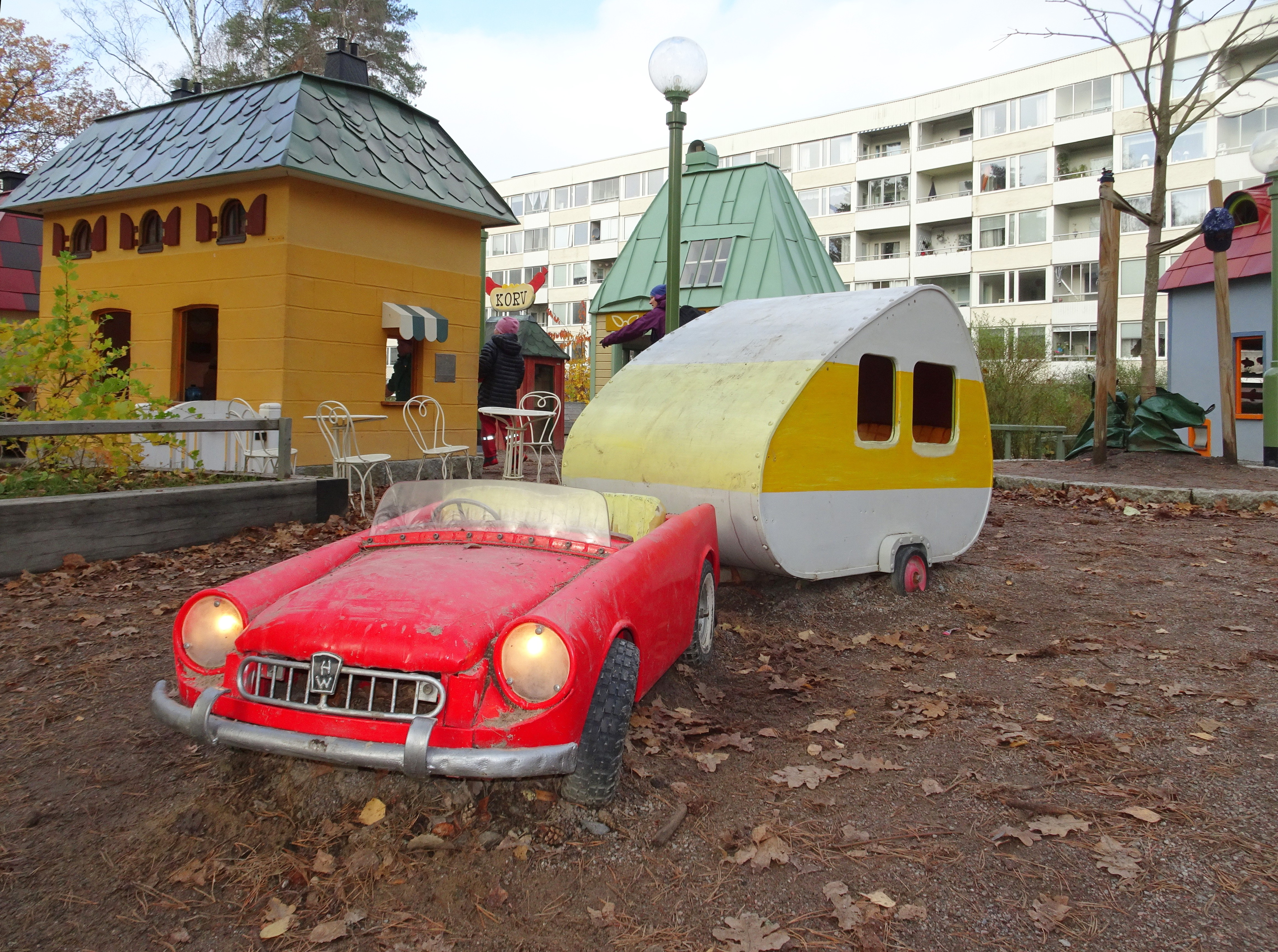
Bil med husvagn.